# Paulo Ramos (jornalista)
Paulo Eduardo Ramos é jornalista, professor universitário e consultor de língua portuguesa da Folha de S.Paulo e do UOL. Faz parte do Observatório de Histórias em Quadrinhos da ECA-USP e, é coordenador do Getexto (Grupo de Estudos do Texto), na Universidade Federal de São Paulo, já escreveu diversos livros e artigos sobre quadrinhos.
Seu livro Bienvenido - um passeio pelos quadrinhos argentinos ganhou grande repercussão em 2010 ao fazer pela primeira vez no Brasil um apanhado completo dos quadrinhos da Argentina. O livro ganhou o 23º Troféu HQ Mix na categoria Livro teórico.

## Blog dos Quadrinhos
Paulo Ramos manteve o Blog dos Quadrinhos (hospedado no portal UOL), site vencedor das edições de 2008 e 2009 do Troféu HQ Mix, respectivamente nas categorias Blog sobre quadrinhos e Mídia sobre quadrinhos. O blog tinha como foco trazer notícias sobre o assunto, análises de publicações e eventos, opiniões sobre o mercado nacional e internacional de quadrinhos e demais assuntos relacionados. Ainda promove desde 2008, anualmente, a "Maratona do Dia do Quadrinho Nacional", na qual divulga no dia 30 de janeiro (Dia do Quadrinho Nacional) dezenas de sites e blogs de quadrinistas brasileiros.